# زهرة العسل الصغيرة
زهرة العسل الصغيرة (الاسم العلمي: Melianthus minor) هو نوع من النباتات يتبع جنس زهرة العسل من فصيلة الزهرية العسل.